# Isla de Cañas (Panama)
Isla de Cañas è un comune (corregimiento) della Repubblica di Panama situato nel distretto di Tonosí, provincia di Los Santos. Si estende su una superficie di 24,5 km² e conta una popolazione di 397 abitanti (censimento 2010).